# Guillaume Levarlet
Guillaume Levarlet (Beauvais, 25 luglio 1985) è un ex ciclista su strada francese.

## Palmarès

### Strada
- 2006 (CC Nogent-sur-Oise, una vittoria)

La Côte Picarde
- 2007 (Auber 93, una vittoria)

Tour du Jura
- 2010 (Saur-Sojasun, una vittoria)

1ª tappa Tour du Gévaudan Languedoc-Roussillon (Ispagnac > L'Espérou)
- 2011 (Saur-Sojasun, tre vittorie)

1ª tappa Tour du Gévaudan Languedoc-Roussillon (La Grand-Combe > Langogne)
2ª tappa Tour du Gévaudan Languedoc-Roussillon (Mende > Mende)
Classifica generale Tour du Gévaudan Languedoc-Roussillon

## Piazzamenti

### Grandi Giri
- Giro d'Italia

2008: 113º
- Tour de France

2012: 75º
2013: 61º
- Vuelta a España

2014: 49º

### Classiche monumento
- Liegi-Bastogne-Liegi

2008: ritirato
2009: 81º
2014: 38º

### Competizioni mondiali
- Campionati del mondo su strada

Stoccarda 2007 - In linea Under-23: ritirato